# Nagakute
Nagakute (長久手市, Nagakute-shi) est une ville située dans la préfecture d'Aichi, sur l'île de Honshū, au Japon.

## Géographie

### Situation
Nagakute est située à l'est de Nagoya, capitale préfectorale, dans la préfecture d'Aichi, sur l'île de Honshū, au Japon.

### Municipalités limitrophes
| Owariasahi | Seto     | Seto    |
| Nagoya     | Nagakute | Toyota  |
| Nisshin    | Nisshin  | Nisshin |

### Démographie
En février 2024, la ville de Nagakute avait une population de 61 096 habitants, répartis sur une superficie de 21,55 km2.

### Climat
Nagakute a un climat subtropical humide caractérisé par des étés chauds et humides et des hivers relativement doux. La température annuelle moyenne est de 15,5 °C. Les précipitations annuelles moyennes sont de 1 641 mm, septembre étant le mois le plus humide.

## Histoire
En 1584, la bataille de Nagakute a opposé les forces de Toyotomi Hideyoshi et Tokugawa Ieyasu.
Le village moderne de Nagakute a été créé le 10 mai 1906. Il obtient le statut de bourg le 1er avril 1971 puis de ville le 4 janvier 2012.

## Culture locale et patrimoine
Nagakute a abrité le site principal de l'Exposition universelle de 2005.
Depuis le 1er novembre 2022, le Parc des expositions d'Aichi abrite le parc Ghibli, un parc d'attractions consacré aux films et univers du studio Ghibli.
Le Toyota Automobile Museum se trouve à Nagakute.

## Éducation
- Université préfectorale d'Aichi
- Université préfectorale des arts d'Aichi

## Transports
Nagakute est desservie par la ligne Linimo.

## Jumelage
Waterloo (Belgique) (Belgique) depuis 1992

## Personnalités liées à la municipalité
- Mine Kawakami (née en 1969), pianiste japonaise